# Riesending-grotten
Riesending grotten (tysk:  Riesending-Schachthöhle) er en 1148 meter dyb og 19,2 kilometer lang grotte i Untersberg og er den dybeste i Tyskland. Grotten blev opdaget i 1996, og dens navn betyder på tysk "stor ting". Den blev kendt i offentligheden under den meget komplicerede redning af 52-årige Johann Westhauser der var blevet skadet ved nedstyrtning af sten dybt i hulen i juni 2014.